# ローン・ジャスティス
ローン・ジャスティス（Lone Justice）は、1982年にロサンゼルスでギタリストのライアン・ヘッジコックと歌手のマリア・マッキーによって結成されたアメリカのカントリーロック・バンド。1985年に『ローン・ジャスティス』、翌年に『シェルター』という2枚のアルバムをリリースした後、1987年に解散した。

## 略歴

### 初期の時代
ローン・ジャスティスは、ヘッジコックとマッキーがロカビリーとカントリー・ミュージックへの共通の愛情に触発され、1980年代のロサンゼルスのカウパンク・シーンの一部として始まった。グループはカバー・バンドとしてスタートしたが、ベーシストのデヴィッド・ハリントンとドラマーのドン・ウィレンズを加えて、独自の曲を作曲しはじめた。マーヴィン・エツィオーニは当初、バンドのプロデューサー、アレンジャー、ソングライターとして参加していたが、1983年にハリントンに代わってベーシストとなった。また、1984年までに、ウィレンズに代わってドン・ヘフィントンがドラマーに就任している。彼らの初期のサウンドは、カントリー・ミュージックとパンク・ロックとロカビリーの要素を融合させたものだったが、ファースト・アルバムの頃までに、ルーツ・ロックとシンガーソングライター・スタイルの要素を取り入れ始めていた。トム・ペティ&ザ・ハートブレイカーズのベンモント・テンチは彼らのライブへ頻繁にゲスト・ミュージシャンとして参加していた。バンドは早い時期にドリー・パートンからサポートを得ている。彼女は彼らのクラブ・ライブにも一度参加しており、後にマッキーを「どんなバンドも欲しがる最高の女性シンガー」と回想している。
ローン・ジャスティスはロサンゼルスの音楽シーンで最初の人気を獲得した。地元のロック・ジャーナリスト、スタン・フィンデルは『パフォーマンス』誌で、バンドがウィスキー・ア・ゴーゴーにおいて、その夜にカムバックを試みていたヘッドライナーのアーサー・リーから「ショーを奪った」と報告したが、2曲で帰ってしまった。リンダ・ロンシュタットは衣裳スタイリストのジェニー・シャールからバンドを紹介された。ロンシュタットはデヴィッド・ゲフィンに電話をかけ、彼らはゲフィン・レコードと契約することとなり、宣伝の嵐にさらされた。
1985年にセルフタイトルのデビュー作を発表し、その後、U2のサポート・ツアーを行った。ツアーのために、バンドはギタリストのトニー・ギルキスンを加入させてラインナップを増員したが、1986年にはバンドを去っている。ジミー・アイオヴィンがプロデュースしたこのアルバムは、当時『ローリング・ストーン』誌の評論家だったジミー・グーターンが自身のベスト・アルバムに入れるなど、大きな評価を受けた。「ヴィレッジ・ヴォイス」紙による1985年のパズ&ジョップ批評家投票では24位にランクされたにもかかわらず、このアルバムはカントリーやロックの聴衆とつながることができず、また、リリース前の過剰なプロモーションによって「期待が高まり……[このアルバムは]おそらく満足に至らなかった」。トム・ペティとマイク・キャンベルが作曲した「スウィート・スウィート・ベイビー」と「さまよう恋 (Ways To Be Wicked)」という2枚のシングルは失敗し、アルバムは商業的な期待に応えることができなかった。

### その後の時代
このアルバムの後、エツィオーニとヘフィントンは別々の道を歩み出し、マッキーとヘッジコックはまったく新しいバンドを結成。ギタリストのシェーン・フォンテイン、ベースのグレッグ・サットン、ドラマーのルディ・リッチマン、キーボードのブルース・ブロディ（元パティ・スミス・グループ）が加わって、ローン・ジャスティスはセカンドLP『シェルター』をレコーディングした。スティーヴ・ヴァン・ザントが、ジミー・アイオヴィンとバンドと共に、プロデューサーを務めた。このアルバムでは、それまでのカウパンク、ロカビリー、ルーツ・ロックの影響をほぼ完全に捨てて、ドラムマシンやシンセサイザーに重点を置いた、1980年代らしいポップ/ロックのプロダクションを採用している。商業的には、アルバムチャート65位にとどまり、前作より下位に沈んだ。しかしながら、タイトルシングルは、ロック・シングル・チャートで26位、Billboard Hot 100チャートで47位と、バンドの過去2枚のシングルより良い成績を収めた。

### 解散
『シェルター』のリリースから1年も経たないうちに、マッキーは1987年にバンドを永久に解散し、ソロ活動に入った。ヘフィントンはセッション・ドラマーとなり、エツィオーニは「ザ・マンドリン・マン (the Mandolin Man)」名義でレコーディングを行った。ルディ・リッチマンは1992年から1993年にかけてイギリスのロックバンド、クワイアボーイズでドラムを演奏し、アルバム『ビター・スウィート・アンド・トゥイステッド』に参加した。フォンテインはブルース・スプリングスティーンのバンドにおいて、アルバム『ラッキー・タウン』『ヒューマン・タッチ』に伴うツアーでギターを演奏した。音楽業界から10年間離れた後、ヘッジコックは1996年にパーラー・ジェイムスとのデュオの片割れとして戻ってきた。
1999年1月に初期のデモ音源を収録したローン・ジャスティスの回顧録『ベスト・オブ・ローン・ジャスティス (This World Is Not My Home)』がリリースされた。2003年にはユニバーサルミュージックの「20th Century Masters」シリーズとして格安コンピレーションが発売されている。1985年の「スウィート・スウィート・ベイビー」の演奏は、BBCビデオから『The Old Grey Whistle Test Vol.3』というコンピレーションDVD (2004年)に収録されリリースされている。2014年から2019年にかけて、1983年に作られたデモやライブ録音からなる3枚の回顧盤『This Is Lone Justice: The Vaught Tapes, 1983』(2014年)、『The Western Tapes, 1983』(2018年)、『Live at the Palomino, 1983』(2019年)が、Omnivore Recordingsからリリースされた。
2021年3月、ヘフィントンが白血病のため70歳で死去した。

## ディスコグラフィ

### スタジオ・アルバム
- 『ローン・ジャスティス』 - Lone Justice (1985年)
- 『シェルター』 - Shelter (1986年)

### ライブ・アルバム
- 『ライヴ・イン・コンサート』 - BBC Radio 1 Live in Concert (1993年)
- Live In Boston 1985 (2014年)
- Live At The Palomino, 1983 (2019年)

### コンピレーション・アルバム
- 『ベスト・オブ・ローン・ジャスティス』 - This World Is Not My Home (1998年)
- The Best of Lone Justice (2003年)
- This Is Lone Justice: The Vaught Tapes, 1983 (2014年)
- The Western Tapes, 1983 (2018年) ※EP

### シングル
- 「スウィート・スウィート・ベイビー」 - "Sweet, Sweet Baby (I'm Falling)" (1985年)
- 「さまよう恋」 - "Ways to Be Wicked" (1985年)
- "Shelter" (1986年)
- "I Found Love" (1987年)